# 漚步
漚步（常寫作“奥步”）是源自臺语的一个词，臺語念作àu-pōo。意思是“不好的招数”。现今演变为一个选举中的常用贬义词，意为在民主选举中，参选人或参选政党使用如“炮制丑闻”、“制造事故”、“捏造谎言”、“散播流言”等不道德手段，直接或间接丑化对手或抬高自己，赢取选民的支持或同情，煽动选民厌恶对手。虽然不少“漚步”行为名义上不违法，但卻破壞了公平竞争的環境，因此备受争议。

## 字源
「漚」指蔬果腐爛或是不新鮮、有臭味，衍申用來形容爛的、不好的、或卑劣的人事物。「步」指手段、方法。

## 台湾
“漚步”在台湾常见於民主選舉。台湾各政黨均被指控使用“漚步”赢得选举，例如中國國民黨就曾於1977年中華民國縣市長選舉、2006年高雄市長選舉發生作票及走路工事件。此外，2018年公投中，台東某何姓女子因非法偷換他人的投票指南而遭網友批評，此女被媒體及社群戲稱為「漚步姨」及「好處姐」。